# Justin Arnold
Justin Arnold (De Queen, ...) è un attore statunitense.

## Filmografia

### Cinema
- Suitable for Murder (2008)
- Artois the Goat (2009)
- The Devil's Gravestone (2010)
- The Final (2010)
- The Fifth, regia di Brad Eggerton (2010)
- Mind of Its Own (2010)
- 5 Time Champion (2010)
- Psycho Killer Bloodbath (2011)
- The Troubadoors (2012)
- Vamps, Blood & Smoking Guns (2012)
- La legge dei narcos (Mercury Plains), regia di Charles Burmeister (2016)

### Televisione
- Lone Star (2010)
- Dallas (2012)
- Criminal Minds (2014)

## Doppiatori italiani
Nelle versioni in italiano delle opere in cui ha recitato, Coy Stewart è stato doppiato da:
- Massimo Triggiani in Criminal Minds
- Andrea Carpiceci ne La legge dei narcos